# Лялёра
Лялёра — мыс на северном побережье Чукотки. Омывается водами Восточно-Сибирского моря.
Относится к территории Иультинского района Чукотского автономного округа.
Вблизи находятся озеро Лялёракынманкы, рыбацкое стойбище на берегу моря. Полоса суши от Лялеры до мыса «Сердце-Камень (Чукотское море) и районы лагун Инчоун и Уэлен представляют собой типичный лагунный берег, отчлененный от моря галечными и песчано-галечными надводными барами, прорезанными в отдельных местах узкими протоками, которые соединяют лагуны с морем» (В. И. Соломатин, Л. А. Жигарев, В. А. Совершаев, 1998).
Название в переводе с чук. Лялёран — «жилище бородатых людей».

## Топографические карты
- Лист карты R-60-XIX,XX Биллингс. Масштаб: 1 : 200 000. Издание 1975 г.